# Peixe-borboleta-de-Hong-Kong
O peixe-borboleta-de-hong-kong (Chaetodon wiebeli), é uma espécie de peixe-borboleta nativo do norte do Oceano Pacífico, possui o corpo achatado amarelo com o rosto riscado de branco e preto. É uma espécie muito apreciada por aquaristas, porém, é uma espécie coralivora, que se alimenta de pólipos coralino, o que pode ser um problema para aquários com o tema de recife de corais. Foi descrito em 1863 pelo naturalista alemão Johann Jakob Kaup, tendo a localidade tipo como Cantão, China, próximo do atual Hong Kong.
É uma espécie nativa do norte do Oceano Pacífico, sendo encontrado na costa da China e Hong Kong para Taiwan, Japão e Mar Amarelo até Java, Indonésia. Possui avistamentos de uma recente população no Golfo da Tailândia e Vietnã. Possivelmente a espécie possa ser encontrada ao norte do Triangulo de Coral, no arquipélago das Filipinas.